# Municipio de Hoyleton
El municipio de Hoyleton (en inglés: Hoyleton Township) es un municipio ubicado en el condado de Washington en el estado estadounidense de Illinois. En el año 2010 tenía una población de 1142 habitantes y una densidad poblacional de 8,63 personas por km².

## Geografía
El municipio de Hoyleton se encuentra ubicado en las coordenadas 38°27′9″N 89°18′58″O / 38.45250, -89.31611. Según la Oficina del Censo de los Estados Unidos, el municipio tiene una superficie total de 132.28 km², de la cual 132,26 km² corresponden a tierra firme y (0,01 %) 0,01 km² es agua.

## Demografía
Según el censo de 2010, había 1142 personas residiendo en el municipio de Hoyleton. La densidad de población era de 8,63 hab./km². De los 1142 habitantes, el municipio de Hoyleton estaba compuesto por el 95,36 % blancos, el 2,45 % eran afroamericanos, el 0,61 % eran asiáticos, el 0,53 % eran de otras razas y el 1,05 % eran de una mezcla de razas. Del total de la población el 1,05 % eran hispanos o latinos de cualquier raza.